# Teherans botaniska trädgård

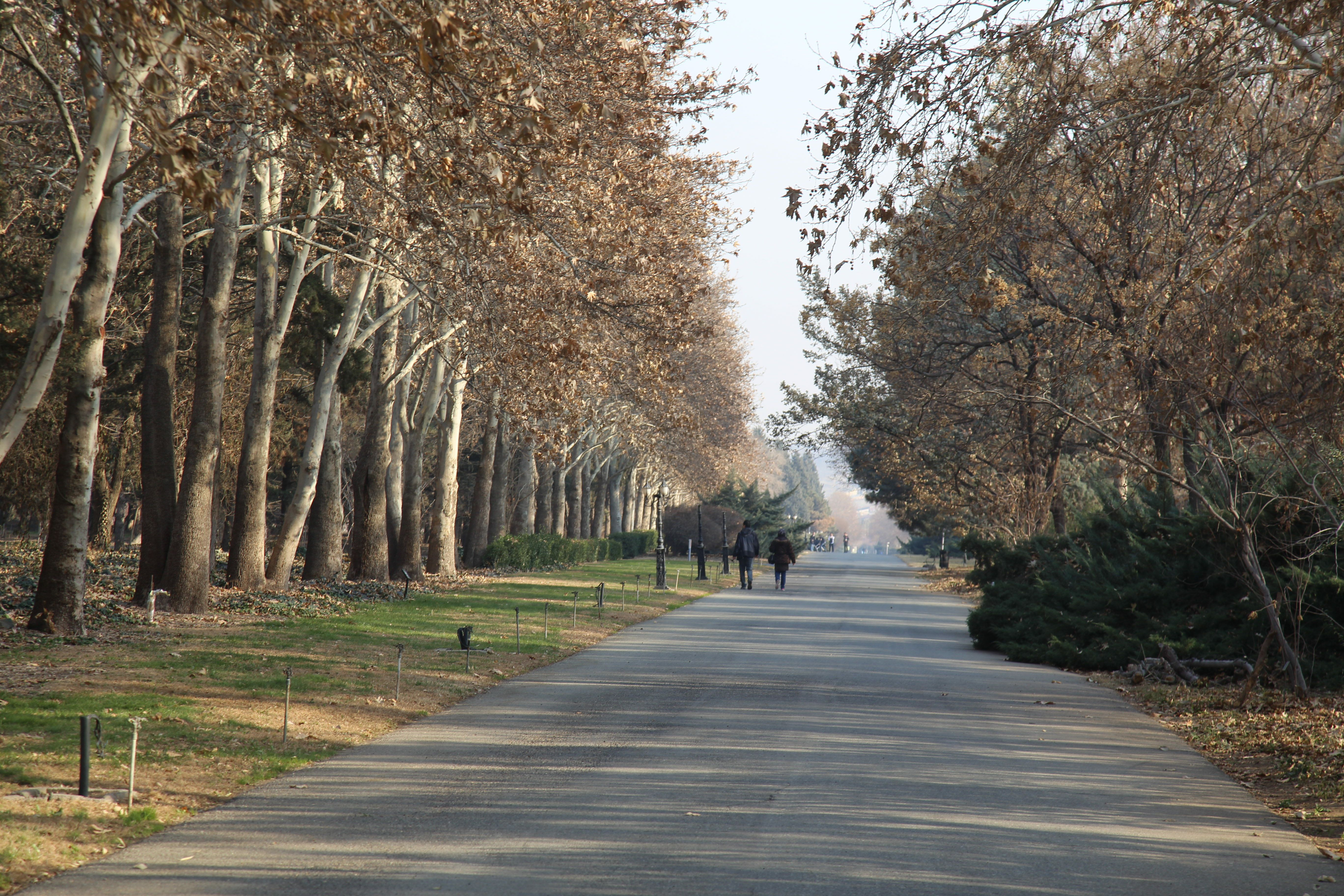
Huvudgata I Botaniska trädgården i Teheran.

Teherans botaniska trädgård (persiska: باغ گیاهشناسی ملی ایران) är en botanisk trädgård i Teheran, Iran. Dess yta är cirka 150 hektar och är planerad att vara den viktigaste centralpunkten för trädgårdsodling och växttaxonomi i Iran. Ett herbarium av iranska växtarter (TARI) byggs successivt upp och består nu (2016) av omkring 160 000 enheter. Det finns också trädgårdar med icke-iranska växter från t. ex. Himalaya, Amerika, Japan, Afrika, och Australien. 
Trädgården innehåller också ett arboretum, sex sjöar, kullar (för att representera Alborz och Zagrosbergen och Himalaya), stenpartier, ett vattenfall, en våtmark, ökenväxtområden, en saltsjö och en wadi, en flod ca 1 km lång, systematiskt område, fruktträdgård, picknickområde med några paviljonger och andra anläggningar.
Trädgården grundades 1968 och är belägen vid motorvägen mellan Teheran och Karaj på en höjd av cirka 1 320 meter över havet. Området är platt och sluttar mjukt mot söder med Albourzbergen som bakgrund. Klimatet är torrt med en genomsnittlig årsnederbörd på ca 240 mm, huvudsakligen mellan november och maj. Temperaturen når upp till 42 – 43 °C under juli och augusti. Under vintern kan temperaturen sjunka till –10 °C eller lägre. Den naturliga vegetationen i området är torr stäpp.

## Forskning
I anslutning till Teherans botaniska trädgård finns Irans forskningsinstitut för skog och betesmarker, grundat 1968, med obligatoriskt ansvar för att leda forskning om naturresurser i Iran. Baserat på politiska beslut, på både nationell och lokal nivå, bedrivs forskningsprogram anpassade till krav från miljö- och bevarandefrågor, och studier av naturresurser som vatten, jord och vegetation. Detta ger en viktigt ram för målen om övergripande och långsiktig planering vad gäller miljö- och bevarandefrågor i landet.
Ett bibliotek med litteratur inom de botaniska och trädgårdstekniska områdena omfattar mer än 11 000 volymer.